# NHK青森放送局
40°49′10″N 140°45′34″E / 40.81944°N 140.75944°E
NHK青森放送局（日语：／ Enueichikei Aomori Hōsōkyoku */?），又译NHK青森广播电视台，是日本放送協會位於青森縣青森市、負責主管NHK在青森縣地區事務的地方广播电视台（放送局）。

## 外部連結
- 官方网站 （日語）
- NHK青森放送局的X（前Twitter）